# 관수정 (전남)
관수정(觀水亭)은 전라남도 장성군 삼계면에 있는 정자 건축물이다. 1984년 2월 29일 전라남도의 문화재자료 제100호로 지정되었다.

## 개요
조선 중종 34년(1539)에 관수정 송흠(1459∼1547)이 지은 정자로, 관수정은 맑은 물을 보고 나쁜 마음을 씻는다는 뜻이다.
송흠은 효성이 지극하여 101세 된 노모를 봉양하기 위해 지방에서 외직을 맡아 효행으로 상을 받고, 효헌이란 시호를 받았다. 중종 33년(1538)에는 청백한 관리로 뽑히기도 했다.
건물은 앞면 3칸·옆면 1칸 규모로, 지붕은 옆면에서 볼 때 여덟 팔(八)자 모양인 팔작지붕이다. 오른쪽 2칸은 마루를 깔고 왼쪽 1칸은 방을 두었는데, 3면을 들어 올릴 수 있는 열개문으로 하여 개방적인 면이 보인다. 좌우 옆면에는 낮은 평난간을 돌리고 뒷면은 벽으로 처리하였다.
정자 안쪽에는 당시의 친한 친구들인 홍언필·전안국·성세창·신광헌·김인후·임억령 등의 시가 많이 있으며, 천방사와 용암천을 낀 아름다운 경치를 볼 수 있는 곳이다.

## 참고 문헌
- 관수정 - 국가유산청 국가유산포털